# Hartlebury
Hartlebury est une localité anglaise située dans le comté du Worcestershire.